# Maria Olga de Moraes Sarmento da Silveira
Pour les articles homonymes, voir Moraes et Silveira.
Maria Olga de Moraes Sarmento da Silveira, née le 26 mai 1881 à Setúbal et morte le 17 octobre 1948 à Lisbonne, est une femme de lettres et une féministe portugaise.

## Biographie
Mariée à l'âge de 16 ans à un médecin de la marine qui meurt peu de temps après pendant un combat, elle s'engage dans la défense des droits civils, et en particulier les droits des femmes, avec un groupe d'intellectuels portugais. Elle devient rédactrice en chef de la revue Sociedade futura, remplaçant à ce poste Ana de Castro Osório, puis adhère à la Ligue portugaise de la paix, au sein de laquelle elle crée une section féministe (1906), dont elle prend la présidence. Elle voyage en Amérique du Sud et du Nord pour donner des conférences sur le féminisme, tout en écrivant des livres sur des femmes portugaises illustres.
Au début du XXe siècle, elle s'installe à Paris, où elle se lie à Hélène de Zuylen.